# Keelukambali, Bangarapet
Keelukambali là một làng thuộc tehsil Bangarapet, huyện Kolar, bang Karnataka, Ấn Độ.